# Мюридизм

Мюридизм — історична форма суфізму в Дагестані та Чечні, пов'язана з національно-визвольних рухом горських народів. Назва походить від арабського слова мюрид (послідовник суфійського шейха).

## Початок мюридського руху
Перський суфізм був занесений у Дагестан у 1823 році з Бухарського ханства. Нове вчення про містичний шлях до Аллаха та організацію мусульман у релігійні братерства, у якому бачили запоруку відродження ісламу, почало швидко розповсюджуватися в Дагестані та Чечні.

## ПроголошенняКавказького імамату
Один з проповідників суфізму на Кавказі Газі-Мухаммад, маючи за собою 15 тисяч мюридів (послідовників), у 1829 став імамом Дагестану та Чечні та проголосив священну війну проти Російської імперії.
Найвища фаза мюридського руху пов'язана з ім'ям імама Шаміля.

## Вчення
На відміну від сучасного суфізму, який нерідко протистоїть салафії (фундаменталізму, руху за очищення ісламу), мюридський рух на Кавказі у ХІХ столітті впроваджував шаріат (ісламське право) на противагу адату (у цьому випадку — звичаєвому праву горців).
Разом зі звичаєвим правом руйнувалися і традиційні дагестанські держави, замість яких поставав теократичний Північно-Кавказький імамат.

## Сучасність
Наразі суфійські братерства продовжують своє існування у Дагестані та Чечні.